# ブレット・イーストン・エリス

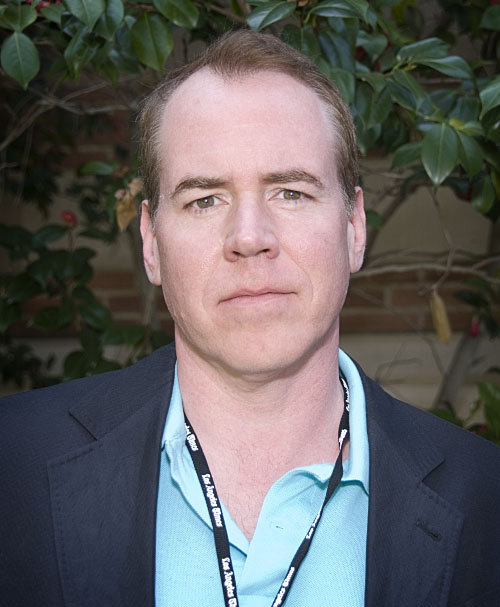
ブレット・イーストン・エリス（2010年）

ブレット・イーストン・エリス（Bret Easton Ellis, 1964年3月7日 - ）は、アメリカ合衆国の小説家。ジェネレーションXを代表する作家の一人。

## 来歴
カリフォルニア州ロサンゼルス生まれ。シャーマン・オークス地区（Sherman Oaks）で育ち、バーモント州ベニントン市のベニントン大学（Bennington College）で学んだ。学生時代、退廃的な生活を送る裕福な若者を描いた『レス・ザン・ゼロ』でデビュー。ジェイ・マキナニーと比較されることが多く、彼らの世代の小説家は「ニュー・ロスト・ジェネレーション（New Lost Generation）」（あらかじめ失われた世代）と呼ばれた。

## 著作
小説
- レス・ザン・ゼロ （1985年、中江昌彦訳 中央公論社 1988年、中公文庫 1992年、ハヤカワepi文庫 2002年）
- ルールズ・オブ・アトラクション （1987年、中江昌彦訳 中央公論社 1990年、ヴィレッジブックス 2003年）
- アメリカン・サイコ （1991年、小川高義訳 角川書店 1992年、角川文庫 1995年）
- インフォーマーズ （1994年、小川高義訳 角川書店 1997年）
- Glamorama （1998年）
- Lunar Park （2005年）
- 帝国のベッドルーム Imperial Bedrooms （2010年、菅野楽章訳 河出書房新社 2014年）

ノンフィクション
- White （2019年）

## 映画脚本
- ザ・ハリウッド（DVD邦題：ザ・ハリウッド セックスと野望） The Canyons （2013年）
- The Curse of Downers Grove （2015年）
- Smiley Face Killers （2020年）

## 映像化された作品
- レス・ザン・ゼロ （1987年、監督：マレク・カニエフスカ Marek Kanievska）
- アメリカン・サイコ （2000年、監督：メアリー・ハロン）
- ルールズ・オブ・アトラクション （2002年、監督：ロジャー・エイヴァリー）
- Glitterati （2005年、監督：ロジャー・エイヴァリー）日本未公開
- インフォーマーズ セックスと偽りの日々 （2008年、監督：グレゴール・ジョーダン）エリス自身が脚本を担当

なお、エリス自身についてのドキュメンタリー『This Is Not an Exit: The Fictional World of Bret Easton Ellis』（2000年）がある。